# Temporada da CART World Series de 1996
A Temporada da CART World Series de 1996 foi a décima-oitava da história da categoria. O campeão foi o norte-americano Jimmy Vasser, da Chip Ganassi Racing. Foi a primeira temporada depois da cisão CART/IRL.
O italiano Alessandro Zanardi, também da Chip Ganassi, foi eleito o rookie do ano, superando o canadense Greg Moore, da Forsythe/Green.
Esta temporada foi marcada por 2 acidentes graves: o primeiro causou a morte do norte-americano Jeff Krosnoff na etapa de Toronto, após uma disputa de ultrapassagem com o sueco Stefan Johansson, e o segundo foi em Michigan, forçou a aposentadoria do brasileiro Emerson Fittipaldi como piloto - voltaria a correr em 2005, na extinta Grand Prix Masters.

## Equipes e pilotos
| Equipe                        | Chassis      | Motor            | Pneu | No. | Pilotos                | Corridas       | Patrocinador principal       |
| ----------------------------- | ------------ | ---------------- | ---- | --- | ---------------------- | -------------- | ---------------------------- |
| Brahma Sports Team Team Green | Reynard 96I  | Ford Cosworth    | G    | 1   | Raul Boesel            | Todas          | Brahma                       |
| Marlboro Team Penske          | Penske PC-25 | Mercedes IC 108C | G    | 2   | Al Unser, Jr.          | Todas          | Marlboro                     |
| Marlboro Team Penske          | Penske PC-25 | Mercedes IC 108C | G    | 3   | Paul Tracy             | 1-12, 14-16    | Marlboro                     |
| Marlboro Team Penske          | Penske PC-25 | Mercedes IC 108C | G    | 3   | Jan Magnussen          | 13             | Marlboro                     |
| Target Ganassi Racing         | Reynard 96I  | Honda            | F    | 4   | Alessandro Zanardi (R) | Todas          | Target                       |
| Target Ganassi Racing         | Reynard 96I  | Honda            | F    | 12  | Jimmy Vasser           | Todas          | Target                       |
| Walker Racing                 | Reynard 96I  | Ford Cosworth    | G    | 5   | Robby Gordon           | Todas          | Valvoline                    |
| Walker Racing                 | Reynard 96I  | Ford Cosworth    | G    | 15  | Scott Goodyear         | 1-2, 11, 15-16 | Valvoline DuraBlend          |
| Walker Racing                 | Reynard 96I  | Ford Cosworth    | G    | 15  | Mike Groff             | 5              | Valvoline DuraBlend          |
| Walker Racing                 | Reynard 96I  | Ford Cosworth    | G    | 15  | Fredrik Ekblom         | 6              | Valvoline DuraBlend          |
| Newman/Haas Racing            | Lola T96/00  | Ford Cosworth    | G    | 6   | Michael Andretti       | Todas          | Texaco-Havoline              |
| Newman/Haas Racing            | Lola T96/00  | Ford Cosworth    | G    | 11  | Christian Fittipaldi   | Todas          | Budweiser                    |
| Dick Simon Racing             | Lola T96/00  | Ford Cosworth    | G    | 7   | Marco Greco            | 1-2            | Cristal                      |
| Dick Simon Racing             | Lola T96/00  | Ford Cosworth    | G    | 7   | Eliseo Salazar         | 7, 9, 12       | Cristal                      |
| Dick Simon Racing             | Lola T96/00  | Ford Cosworth    | G    | 22  | Carlos Guerrero        | 1-3            | Herdez                       |
| Dick Simon Racing             | Lola T96/00  | Ford Cosworth    | G    | 22  | Michel Jourdain, Jr.   | 7-9            | Herdez                       |
| Pennzoil Jim Hall Racing      | Reynard 96I  | Honda            | G    | 8   | Gil de Ferran          | Todas          | Pennzoil                     |
| Hogan-Penske                  | Penske PC-25 | Mercedes IC 108C | G    | 9   | Emerson Fittipaldi     | 1-12           | Mobil 1                      |
| Hogan-Penske                  | Penske PC-25 | Mercedes IC 108C | G    | 9   | Jan Magnussen          | 14-16          | Mobil 1                      |
| Galles Racing                 | Lola T96/00  | Mercedes IC 108C | G    | 10  | Eddie Lawson           | 1-11           | Delco Electronics            |
| Galles Racing                 | Lola T96/00  | Mercedes IC 108C | G    | 10  | Davy Jones             | 12-16          | Delco Electronics            |
| Bettenhausen Racing           | Reynard 96I  | Mercedes IC 108C | G    | 16  | Stefan Johansson       | Todas          | Alumax                       |
| Bettenhausen Racing           | Penske PC-23 | Mercedes IC 108C | G    | 26  | Gary Bettenhausen      | 6              | Alumax                       |
| PacWest Racing                | Reynard 96I  | Ford Cosworth    | G    | 17  | Maurício Gugelmin      | Todas          | Hollywood                    |
| PacWest Racing                | Reynard 96I  | Ford Cosworth    | G    | 21  | Mark Blundell (R)      | 1-2, 6-16      | Visa                         |
| PacWest Racing                | Reynard 96I  | Ford Cosworth    | G    | 21  | Teo Fabi               | 3-5            | Visa                         |
| Team Rahal                    | Reynard 96I  | Mercedes IC 108C | G    | 18  | Bobby Rahal            | Todas          | Miller                       |
| Team Rahal                    | Reynard 96I  | Mercedes IC 108C | G    | 28  | Bryan Herta            | Todas          | Shell                        |
| Payton/Coyne Racing           | Lola T96/00  | Ford Cosworth    | F    | 19  | Hiro Matsushita        | Todas          | Panasonic                    |
| Payton/Coyne Racing           | Lola T96/00  | Ford Cosworth    | G    | 34  | Roberto Moreno         | Todas          | Data Control                 |
| Patrick Racing                | Lola T96/00  | Ford Cosworth    | F    | 20  | Scott Pruett           | Todas          | Firestone                    |
| Arciero-Wells Racing          | Reynard 96I  | Toyota           | F    | 25  | Jeff Krosnoff (R)      | 1-11           | Arciero-Wells Racing 6 MCI 8 |
| Arciero-Wells Racing          | Reynard 96I  | Toyota           | F    | 25  | Max Papis              | 13-14, 16      | Arciero-Wells Racing 6 MCI 8 |
| Tasman Motorsports            | Lola T96/00  | Honda            | F    | 31  | André Ribeiro          | Todas          | LCI International            |
| Tasman Motorsports            | Lola T96/00  | Honda            | F    | 32  | Adrián Fernández       | Todas          | Tecate                       |
| All American Racers           | Eagle MK-V   | Toyota           | G    | 36  | Juan Manuel Fangio II  | Todas          | Castrol                      |
| All American Racers           | Eagle MK-V   | Toyota           | G    | 98  | P. J. Jones            | 6-16           | Castrol                      |
| Della Penna Motorsports       | Lola T96/00  | Ford Cosworth    | G    | 44  | Richie Hearn           | 4, 11, 16      | Ralph's                      |
| Motorola Comptech Racing      | Reynard 96I  | Honda            | F    | 49  | Parker Johnstone       | Todas          | Motorola                     |
| Project Indy                  | Reynard 96I  | Ford Cosworth    | G    | 64  | Dennis Vitolo          | 4              | Marcelo Group                |
| Player's Forsythe Racing      | Reynard 96I  | Ford Cosworth    | F    | 99  | Greg Moore (R)         | Todas          | Player's                     |

## Calendário
| Rnd | Nome da corrida                                  | Circuito                          | Cidade/Localização          | Dia da corrida |
| --- | ------------------------------------------------ | --------------------------------- | --------------------------- | -------------- |
| 1   | Marlboro Grand Prix of Miami Presented by Toyota | Homestead-Miami Speedway          | Homestead, Flórida          | 3 de março     |
| 2   | IndyCar Rio 400                                  | Autódromo de Jacarepaguá          | Rio de Janeiro, Brasil      | 17 de março    |
| 3   | Honda IndyCarnival Australia                     | Surfers Paradise Street Circuit   | Surfers Paradise, Austrália | 31 de março    |
| 4   | Toyota Grand Prix of Long Beach                  | Ruas de Long Beach                | Long Beach, Califórnia      | 14 de abril    |
| 5   | Bosch Spark Plug Grand Prix                      | Nazareth Speedway                 | Nazareth, Pensilvânia       | 28 de abril    |
| 6   | U.S 500                                          | Michigan International Speedway   | Brooklyn, Michigan          | 26 de maio     |
| 7   | Miller Genuine Draft 200                         | Milwaukee Mile                    | West Allis, Wisconsin       | 2 de junho     |
| 8   | ITT Automotive Detroit Grand Prix                | The Raceway on Belle Isle Park    | Detroit, Michigan           | 9 de junho     |
| 9   | Budweiser/G. I. Joe's 200                        | Portland International Raceway    | Portland, Oregon            | 23 de junho    |
| 10  | Medic Drug Grand Prix of Cleveland               | Cleveland Burke Lakefront Airport | Cleveland, Ohio             | 30 de junho    |
| 11  | Molson Indy Toronto                              | Exhibition Place                  | Toronto, Canadá             | 14 de julho    |
| 12  | Marlboro 500                                     | Michigan International Speedway   | Brooklyn, Michigan          | 28 de julho    |
| 13  | Miller 200                                       | Mid-Ohio Sports Car Course        | Lexington, Ohio             | 11 de agosto   |
| 14  | Texaco/Havoline 200                              | Road America                      | Elkhart Lake, Wisconsin     | 18 de agosto   |
| 15  | Molson Indy Vancouver                            | Ruas de Vancouver                 | Vancouver, Canadá           | 1 de setembro  |
| 16  | Toyota Grand Prix of Monterey                    | Mazda Raceway Laguna Seca         | Monterey, Califórnia        | 8 de setembro  |

## Resultados
| Rnd | Nome da corrida                                  | Pole position      | Volta mais rápida    | Vencedor           | Equipe              | Detalhes |
| --- | ------------------------------------------------ | ------------------ | -------------------- | ------------------ | ------------------- | -------- |
| 1   | Marlboro Grand Prix of Miami Presented by Toyota | Paul Tracy         | Greg Moore           | Jimmy Vasser       | Chip Ganassi Racing | Detalhes |
| 2   | IndyCar Rio 400                                  | Alessandro Zanardi | Gil de Ferran        | André Ribeiro      | Tasman Motorsports  | Detalhes |
| 3   | Honda IndyCarnival Australia                     | Jimmy Vasser       | Jimmy Vasser         | Jimmy Vasser       | Chip Ganassi Racing | Detalhes |
| 4   | Toyota Grand Prix of Long Beach                  | Gil de Ferran      | Paul Tracy           | Jimmy Vasser       | Chip Ganassi Racing | Detalhes |
| 5   | Bosch Spark Plug Grand Prix                      | Paul Tracy         | Emerson Fittipaldi   | Michael Andretti   | Newman-Haas         | Detalhes |
| 6   | U.S 500                                          | Jimmy Vasser       | Alessandro Zanardi   | Jimmy Vasser       | Chip Ganassi Racing | Detalhes |
| 7   | Miller Genuine Draft 200                         | Paul Tracy         | Michael Andretti     | Michael Andretti   | Newman-Haas         | Detalhes |
| 8   | ITT Automotive Detroit Grand Prix                | Scott Pruett       | Christian Fittipaldi | Michael Andretti   | Newman-Haas         | Detalhes |
| 9   | Budweiser/G. I. Joe's 200                        | Alessandro Zanardi | Alessandro Zanardi   | Alessandro Zanardi | Chip Ganassi Racing | Detalhes |
| 10  | Medic Drug Grand Prix of Cleveland               | Jimmy Vasser       |                      | Gil de Ferran      | Hall Racing         | Detalhes |
| 11  | Molson Indy Toronto                              | André Ribeiro      | Alessandro Zanardi   | Adrián Fernández   | Tasman Motorsports  | Detalhes |
| 12  | Marlboro 500                                     | Jimmy Vasser       | Adrián Fernández     | André Ribeiro      | Tasman Motorsports  | Detalhes |
| 13  | Miller 200                                       | Alessandro Zanardi | Alessandro Zanardi   | Alessandro Zanardi | Chip Ganassi Racing | Detalhes |
| 14  | Texaco/Havoline 200                              | Alessandro Zanardi | Paul Tracy           | Michael Andretti   | Newman-Haas         | Detalhes |
| 15  | Molson Indy Vancouver                            | Alessandro Zanardi | Alessandro Zanardi   | Michael Andretti   | Newman-Haas         | Detalhes |
| 16  | Toyota Grand Prix of Monterey                    | Alessandro Zanardi | Alessandro Zanardi   | Alessandro Zanardi | Chip Ganassi Racing | Detalhes |

## Classificação
| Pos. | Piloto                | MIA | RIO | SUR | LBH | NAZ | US500 | MIL | DET | POR | CLE | TOR | MIC | MDO | ROA | VAN | LAG | Pts |
| ---- | --------------------- | --- | --- | --- | --- | --- | ----- | --- | --- | --- | --- | --- | --- | --- | --- | --- | --- | --- |
| 1    | Jimmy Vasser          | 1   | 8   | 1*  | 1   | 7   | 1     | 10  | 12  | 13  | 10  | 8   | 9   | 2   | 6   | 7   | 4   | 154 |
| 2    | Michael Andretti      | 9   | 22  | 19  | 7   | 1*  | 23    | 1   | 1   | 11  | 19  | 22  | 22  | 3   | 1   | 1*  | 9   | 132 |
| 3    | Alessandro Zanardi    | 24  | 4*  | 21  | 24  | 13  | 17*   | 13  | 11  | 1*  | 2   | 2*  | 21  | 1*  | 3   | 26  | 1*  | 132 |
| 4    | Al Unser, Jr.         | 8   | 2   | 9   | 3   | 3   | 8     | 2*  | 22  | 4   | 4   | 13  | 4   | 13  | 10* | 5   | 16  | 125 |
| 5    | Christian Fittipaldi  | 6   | 5   | 5   | 21  | 9   | 12    | 6   | 2*  | 3   | 7   | 7   | 10  | 7   | 16  | 3   | 10  | 110 |
| 6    | Gil de Ferran         | 2   | 10  | 11  | 5*  | 23  | 9     | 9   | 3   | 2   | 1*  | 18  | 19  | 17  | 25  | 4   | 25  | 104 |
| 7    | Bobby Rahal           | 5   | 6   | 20  | 14  | 6   | 19    | 7   | 21  | 6   | 15  | 3   | 24  | 5   | 2   | 2   | 7   | 102 |
| 8    | Bryan Herta           | 10  | 13  | 17  | 12  | 11  | 15    | 14  | 13  | 26  | 5   | 6   | 2   | 4   | 5   | 6   | 2   | 86  |
| 9    | Greg Moore            | 7   | 18  | 3   | 22  | 2   | 13    | 5   | 20  | 25  | 3   | 4   | 17  | 9   | 23  | 25  | 6   | 84  |
| 10   | Scott Pruett          | 4   | 3   | 2   | 11  | 8   | 26    | 12  | 10  | 23  | 8   | 10  | 13  | 21  | 7   | 20  | 3   | 82  |
| 11   | André Ribeiro         | 16  | 1   | 8   | 27  | 12  | 4     | 8   | 24  | 7   | 20  | 21  | 1*  | 8   | 19  | 21  | 19  | 76  |
| 12   | Adrián Fernández      | 11  | 14  | 23  | 6   | 10  | DNS   | 11  | 4   | 12  | 6   | 1   | 20  | 6   | 13  | 8   | 11  | 71  |
| 13   | Paul Tracy            | 23* | 19  | 22  | 4   | 5   | 7     | 3   | 17  | 27  | 9   | 5   | DNS |     | 12  | 18  | 29  | 60  |
| 14   | Maurício Gugelmin     | 26  | 25  | 4   | 15  | 15  | 2     | 15  | 16  | 16  | 21  | 12  | 3   | 26  | 21  | 24  | 5   | 53  |
| 15   | Stefan Johansson      | 19  | 23  | 6   | 19  | 19  | 16    | 27  | 7   | 9   | 12  | 17  | 5   | 11  | 4   | 17  | 21  | 43  |
| 16   | Mark Blundell         | 17  | 27  |     |     |     | 5     | 22  | 5   | 8   | 11  | 11  | 6   | 10  | 20  | 12  | 24  | 41  |
| 17   | Parker Johnstone      | DNS | 16  | 24  | 2   | 20  | 11    | 16  | 14  | 5   | 25  | 26  | 18  | 12  | 11  | 11  | 13  | 33  |
| 18   | Robby Gordon          | 3   | 15  | 16  | 13  | 22  | 20    | 17  | 26  | 10  | 18  | 9   | 8   | 18  | 17  | 10  | 15  | 29  |
| 19   | Emerson Fittipaldi    | 13  | 11  | 25  | 20  | 4   | 10    | 4   | 25  | 20  | 22  | 14  | 25  |     |     |     |     | 29  |
| 20   | Eddie Lawson          | 15  | 21  | 7   | 9   | 17  | 6     | 20  | 6   | 15  | 24  | 15  |     |     |     |     |     | 26  |
| 21   | Roberto Moreno        | 27  | 9   | 12  | 8   | 24  | 3     | 25  | 23  | 19  | 14  | 23  | 23  | 23  | 22  | 27  | 12  | 25  |
| 22   | Raul Boesel           | 14  | 7   | 13  | 16  | 21  | 24    | 26  | 8   | 28  | 26  | 24  | 7   | 22  | 14  | 23  | 20  | 17  |
| 23   | Juan Manuel Fangio II | 21  | 17  | 15  | 25  | 25  | 22    | 19  | 18  | 14  | 13  | 28  | 14  | 20  | 8   | 19  | 28  | 5   |
| 24   | Jan Magnussen         |     |     |     |     |     |       |     |     |     |     |     |     | 14  | 26  | 22  | 8   | 5   |
| 25   | Scott Goodyear        | 12  | DNS |     |     |     |       |     |     |     |     | 19  |     |     |     | 9   | 18  | 5   |
| 26   | P. J. Jones           |     |     |     |     |     | Wth   | 24  | 9   | 24  | 23  | 20  | 16  | 25  | 18  | 13  | 27  | 4   |
| 27   | Max Papis             |     |     |     |     |     |       |     |     |     |     |     |     | 24  | 9   |     | 22  | 4   |
| 28   | Hiro Matsushita       | 18  | 24  | 10  | 28  | 26  | 14    | 28  | 19  | 21  | 17  | 27  | 15  | 19  | 15  | 15  | 23  | 3   |
| 29   | Richie Hearn          |     |     |     | 10  |     |       |     |     |     |     | 25  |     |     |     |     | 17  | 3   |
| 30   | Eliseo Salazar        |     |     |     |     |     |       | 21  |     | 18  |     |     | 11  | 15  |     |     |     | 2   |
| 31   | Davy Jones            |     |     |     |     |     |       |     |     |     |     |     | 12  | 16  | 24  | 14  | 14  | 1   |
| 32   | Marco Greco           | 25  | 12  |     |     |     |       |     |     |     |     |     |     |     |     |     |     | 1   |
| 33   | Carlos Guerrero       | 20  | 20  | 14  |     |     |       |     |     |     |     |     |     |     |     |     |     | 0   |
| 34   | Mike Groff            |     |     |     |     | 14  |       |     |     |     |     |     |     |     |     |     |     | 0   |
| 35   | Jeff Krosnoff         | 22  | 26  | 18  | 26  | 18  | 18    | 18  | 15  | 17  | 16  | 161 |     |     |     |     |     | 0   |
| 36   | Teo Fabi              |     |     |     | 18  | 16  | Wth   |     |     |     |     |     |     |     |     |     |     | 0   |
| 37   | Michel Jourdain Jr.   |     |     |     | 23  |     |       | 23  | DNS | 22  |     |     |     |     |     | 16  | 26  | 0   |
| 38   | Dennis Vitolo         |     |     |     | 17  |     |       |     |     |     |     |     |     |     |     |     |     | 0   |
| 39   | Gary Bettenhausen     |     |     |     |     |     | 21    |     |     |     |     |     |     |     |     |     |     | 0   |
| 40   | Fredrik Ekblom        |     |     |     |     |     | 25    |     |     |     |     |     |     |     |     |     |     | 0   |
| Pos. | Piloto                | MIA | RIO | SUR | LBH | NAZ | US500 | MIL | DET | POR | CLE | TOR | MIC | MDO | ROA | VAN | LAG | Pts |

| Cor         | Resultados                                  |
| ----------- | ------------------------------------------- |
| Dourado     | Vencedor da prova                           |
| Prata       | 2° lugar                                    |
| Bronze      | 3° lugar                                    |
| Verde       | Entre 4° e 5°                               |
| Azul-claro  | Entre 6° e 10°                              |
| Azul-escuro | Completou a corrida (fora dos 10 primeiros) |
| Roxo        | Abandonou                                   |
| Vermelho    | Não se classificou (DNQ)                    |
| Marrom      | Desistiu de correr (Wth)                    |
| Preto       | Desclassificado (DSQ)                       |
| Branco      | Não largou (DNS)                            |
| Em branco   | Não participou da corrida (DNP)             |
| Em branco   | Não correu                                  |

| '             |                                |
| Negrito       | Pole position                  |
| Itálico       | Volta mais rápida              |
| *             | Liderou maior número de voltas |
| Rookie do ano |                                |
| Rookie        |                                |

| Cor         | Resultados                                  |
| ----------- | ------------------------------------------- |
| Dourado     | Vencedor da prova                           |
| Prata       | 2° lugar                                    |
| Bronze      | 3° lugar                                    |
| Verde       | Entre 4° e 5°                               |
| Azul-claro  | Entre 6° e 10°                              |
| Azul-escuro | Completou a corrida (fora dos 10 primeiros) |
| Roxo        | Abandonou                                   |
| Vermelho    | Não se classificou (DNQ)                    |
| Marrom      | Desistiu de correr (Wth)                    |
| Preto       | Desclassificado (DSQ)                       |
| Branco      | Não largou (DNS)                            |
| Em branco   | Não participou da corrida (DNP)             |
| Em branco   | Não correu                                  |

| '             |                                |
| Negrito       | Pole position                  |
| Itálico       | Volta mais rápida              |
| *             | Liderou maior número de voltas |
| Rookie do ano |                                |
| Rookie        |                                |

### Sistema de pontuação
| Posição | 1  | 2  | 3  | 4  | 5  | 6  | 7  | 8  | 9  | 10 | 11 | 12 | 13 | 14 | 15 | 16 | 17 | 18 | 19 | 20 |
| Pontos  | 31 | 27 | 25 | 23 | 21 | 19 | 17 | 15 | 13 | 11 | 10 | 9  | 8  | 7  | 6  | 5  | 4  | 3  | 2  | 1  |

- Pontuação bônus: 1 ponto pela pole-position e mais um por liderar o maior número de voltas.
- 1 Jeff Krosnoff faleceu em um violento acidente no final do GP de Toronto, no Canadá. O Reynard-Toyota #25 do norte-americano foi fechado por Stefan Johansson, decolou e acertou dois fiscais de pista, uma árvore e um poste, voltando destroçado para a pista[2]. Emerson Fittipaldi, André Ribeiro e Michael Andretti também se envolveram no acidente, mas não sofreram danos significativos. Apesar do acidente fatal, Krosnoff foi classificado em décimo-sexto lugar.